# Mexotis
Mexotis é um género de plantas com flores pertencentes à família Rubiaceae.
A sua área de distribuição nativa vai do sul do México à Guatemala.
Espécies:
- Mexotis kingii (Terrell) Terrell & H.Rob.
- Mexotis latifolia (M.Martens & Galeotti) Terrell & H.Rob.
- Mexotis lorencei Terrell & H.Rob.
- Mexotis terrellii (Lorence) Terrell & H.Rob.